# Кизимы
Кизимы (укр. Кизими) — село на Украине, находится в Тепликском районе Винницкой области.
Код КОАТУУ — 0523785802. Население по переписи 2001 года составляет 11 человек. Почтовый индекс — 23854. Телефонный код — 4353.
Занимает площадь 0,005 км².

## Адрес местного совета
23854, Винницкая область, Теплицкий р-н, с. Погорелая, ул. Ленина, 10